# Белинци
Белинци (болг. Белинци) — село в Болгарии. Находится в Разградской области, входит в общину Исперих. Население составляет 468 человек.

## Политическая ситуация
В местном кметстве Белинци, в состав которого входит Белинци, должность кмета (старосты) исполняет Хасан Шефкы Мюмюн (Движение за права и свободы (ДПС)) по результатам выборов.
Кмет (мэр) общины Исперих — Адил Ахмед Решидов (Движение за права и свободы (ДПС)) по результатам выборов.